# Dendrophthoe
Genre
Classification phylogénétique
Dendrophthoe est un genre de la famille des Loranthaceae.

## Description
Les Dendrophthoe sont des plantes parasites, le plus souvent de la taille d'un arbuste.

## Répartition
Ils se trouvent en Asie et en Australie, dans les régions tempérées chaudes à tropicales.

## Espèces
Il comprend 137 espèces décrites et parmi celles-ci, seules 59 sont acceptées :
- Dendrophthoe acacioides
- Dendrophthoe clementis
- Dendrophthoe constricta
- Dendrophthoe curvata
- Dendrophthoe falcata (en)
- Dendrophthoe flosculosa
- Dendrophthoe gangliiformis
- Dendrophthoe gjellerupii
- Dendrophthoe glabrescens
- Dendrophthoe hallieri
- Dendrophthoe homoplastica
- Dendrophthoe incarnata
- Dendrophthoe kerrii
- Dendrophthoe lanosa
- Dendrophthoe ligulata
- Dendrophthoe locellata
- Dendrophthoe lonchiphylla
- Dendrophthoe longituba
- Dendrophthoe mearnsii
- Dendrophthoe memecylifolia
- Dendrophthoe neilgherrensis
- Dendrophthoe odontocalyx
- Dendrophthoe pauciflora
- Dendrophthoe pentandra
- Dendrophthoe pentapetala
- Dendrophthoe praelonga
- Dendrophthoe quadrifida
- Dendrophthoe sarcophylla
- Dendrophthoe suborbicularis
- Dendrophthoe timorana
- Dendrophthoe trichanthera
- Dendrophthoe trigona
- Dendrophthoe vitellina